# 阿内坦区
阿内坦區（英語：Anetan District）是太平洋島國諾魯的一個行政區，位於諾魯島的北部。Anetanu一詞在諾魯是指“紅樹林”的意思。地理上，北面毗鄰太平洋，西面為埃瓦區，東面與阿納巴爾區相連接。平均海拔25公尺（最高海拔40米）。阿内坦區是屬於阿内坦選區。
阿内坦區原有大片森林地，由於開採磷酸鹽的因素，使的部分森林地被壞而消失。

## 建設
該區有一所學校，以及一座國家氣象觀測站。

## 最早的村落
Anebweyan、Anuuroya、Atedi、Eatebibido、Eatedeta、Eateduna、Ibwerin、Mediteru、Mererawua、Mwea、Ngengan 和 Ronawi，共12處。